# فولاد بوته‌ای
فولاد بوته‌ای (قابل خرد شدن)، فولادی است که توسط ذوب آهن خام، آهن و گاهی اوقات فولاد بدست می‌آید که اغلب همراه با شن، ماسه، شیشه، خاکستر، روغن و غیره، در یک بوته ایجاد می‌شود.
در دوران باستان ذوب فولاد و آهن با استفاده از آتش زغال یا ذغال غیرممکن بود، زیرا نمی‌توانستند دما را به اندازه کافی بالاببرند. با این حال آهن خوک (آهن خام) دارای محتوای کربن بالاتر و در نتیجه دارای یک نقطه ذوب پایین‌تر است که می‌توان آن را راحت‌تر ذوب کرد، همچنین با خیساندن آهن فرفورژه یا فولاد برای مدت طولانی در آهن مایع آهن خوک، محتوای کربن آهن خوک (خام) می‌تواند کاهش یابد زیرا به تدریج به داخل آهن پخش می‌شود.
به دلایل بالا فولاد بوته‌ای (قابل خرد شدن) در جنوب و جنوب آسیا در دوران قرون وسطی تولید شد. چ به‌طور کلی این نوع فولاد، یک فولاد بسیار سخت است، اما لااین روش یک فولاد کامپوزیتی تولید می‌شود که ناهمگن است و متشکل از یک فولاد بسیار کربن بالا (آهن خوک) و یک فولاد کم کربن (آهن فرفورژه (گل آهن)) است. این امر اغلب در هنگام نورد ورقه یا صیقل دادن فولاد به الگویی پیچیده منجر می‌شد که مشهورترین نمونه آن‌ها فولاد دمشق (wootz) استفاده شده در شمشیرهای دمشق بوده‌است که این فولاد در مقایسه با سایر روشهای تولید فولاد آن زمان به دلیل استفاده از شار، اغلب از نظر محتوای کربن و از نظر کیفیت (فاقد ناخالصی) بسیار بالاتر بود.

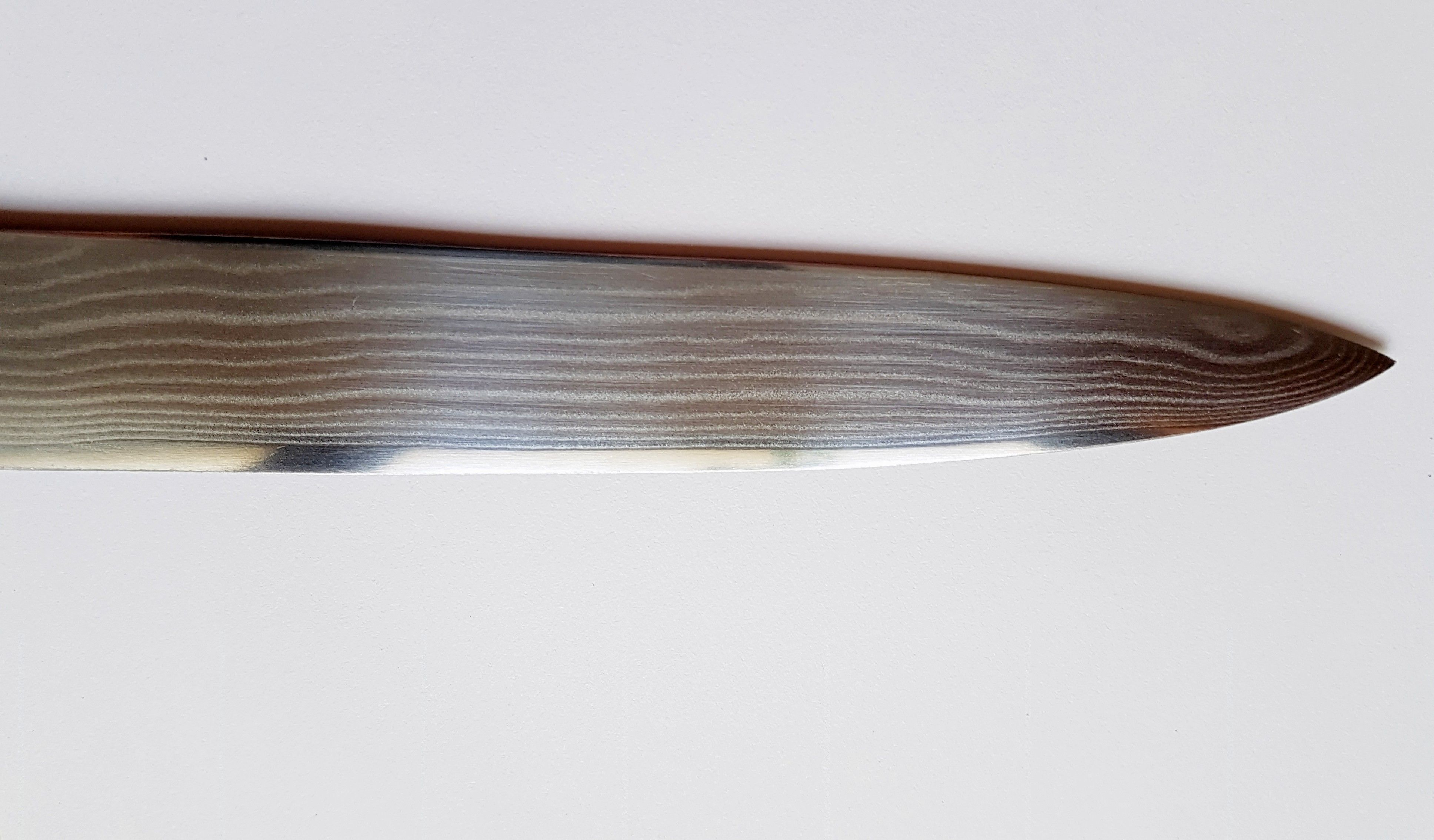
نمونه فولاد دمشق

همچنین دلیل لایه لایه بودن فولاد دمشق، قرار گرفتن لایه‌های کم کربن و پر کربن روی یکدیگر است.
روشهای تولید فولاد با کیفیت بالا توسط بنیامین هانتسمن در انگلیس در قرن هجدهم ساخته شد. هانتسمن از کک به جای ذغال سنگ یا زغال استفاده کرد و به دمایی رسید که فولاد ذوب شود و آهن حل شود.
فرایند هانتسمن از برخی فرایندهای فولاد دمشق متفاوت بود زیرا ذوب شدن فولاد و خنک کردن آن به مدت زمان بیشتری طول می‌کشید و زمان بیشتری برای انتشار کربن فراهم می‌شد. در روند هانتسمن از فولاد تاول زده، به جای تبدیل مستقیم از چدن استفاده کرد.
توانایی ذوب کامل فولاد، هرگونه ناهمگنی در فولاد را از بین می‌برد و اجازه می‌دهد تا کربن به‌طور مساوی در فولاد مایع حل شود و نیاز قبلی به آهنگری گسترده را نادیده بگیرد تا تلاش کنند به همان نتیجه برسند. به همین ترتیب، موجب شد فولاد برای اولین بار به سادگی در قالب‌ها ریخته شود. ساختار کریستالی همگن این فولاد ریخته‌گری شده، مقاومت و سختی بیشتری در مقایسه با فرمهای قبلی فولاد داشت.

## روش‌های تولید فولاد بوته‌ای

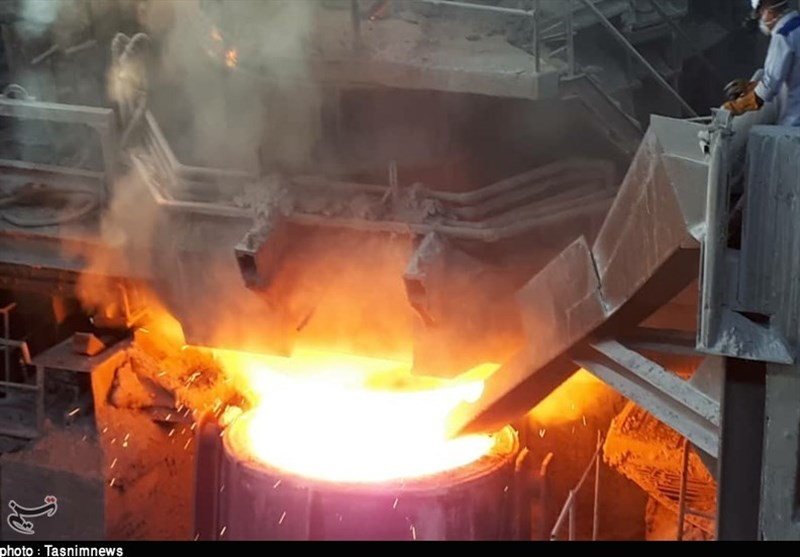
یک نمونه بوته ذوب فولاد

#### آلیاژهای آهن به‌طور گسترده‌ای توسط محتوای کربن تقسیم می‌شوند
۱- چدن: چدن دارای ۲–۴٪ ناخالصی کربن است.
۲- آهن فرفورژه اکثر کربن خود را اکسید می‌کند و به کمتر از ۰٫۱٪ می‌رسد.
همچنین فولاد با کربن بالا مستحکم تر اما شکننده تر از فولاد کم کربن است و به اصطلاح ترد است.

#### از روشهای مختلفی برای تولید فولاد بوته ای استفاده می‌شود، مانند
1. متداول‌ترین روش سنتی، کربوریزاسیون حالت جامد آهن فرفورژه است.
2. حذف کربن از چدن.
3. در روش سوم از آهن فرفورژه و چدن استفاده می‌شود. در این فرایند، آهن فرفورژه و چدن با هم در یک بوته داغ، گرم می‌شوند و فولادی مانند فولاد دمشق تولید می‌شود.

## تاریخچه اولیه

#### هند جنوبی وسریلانکا
بسیاری از گزارش‌های قوم نگاری دربارهٔ تولید فولاد بوته‌ای در هند وجود دارد. با این حال، تحقیقات علمی در مورد بقایای تولید فولاد بوته‌ای فقط برای چهار منطقه منتشر شده‌است: سه مورد در هند و یک مورد در سریلانکا.
مکان‌های اثبات شده تولید فولاد بوته ای در جنوب هند، به عنوان مثال در کوناسامودرام و گاتیوهوساالی، حداقل از اواخر دوره قرون وسطی، قرن شانزدهم قدمت دارند.
تحقیقات اخیر باستان‌شناسی حاکی از آن است که سریلانکا از فن‌آوری‌های ابتکاری برای تولید آهن و فولاد در دوران باستان استفاده می‌کرده‌است، سیستم ساخت فولاد بوته‌ای در سریلانکا تا حدی مستقل از سیستم‌های مختلف هند و خاورمیانه بود و روش آنها چیزی شبیه به روش کربوراسیون آهن فرفورژه بوده.
همچنین مجموعه کاوش‌های انجام شده در سامانالاوا نشانگر فناوری غیرمنتظره و قبلاً ناشناخته سایت‌های ذوب «رو به غرب» بود که انواع مختلفی از تولید فولاد هستند. این کوره‌ها برای ذوب مستقیم فولاد استفاده می‌شدند. این فناوری‌ها «رو به غرب» نامگذاری شده‌اند زیرا در دو طرف غربی تپه‌ها قرار داشتند تا از باد غالب در فرایند ذوب استفاده کنند. فولادهای کوره سریلانکا در بین قرن ۹ و ۱۱ و پیش از آن شناخته شده بودند، اما ظاهراً قدمت این مکان‌ها به قرن ۷ تا ۱۱ برمی‌گردد.

#### آسیای میانه
آسیای میانه، از اواخر هزاره اول میلادی یکی از تولیدکنندگان قدرتمند فولاد بوته‌ای است. در سایت‌های موجود در ازبکستان مدرن و ترکمنستان، شواهد باستان‌شناسی خوبی در مورد تولید مقیاس بزرگ فولاد بوته‌ای وجود دارد. همه آنها به‌طور کلی مربوط به همان اوایل قرون وسطی و بین اواخر ۸ یا اوایل ۹ و اواخر قرن ۱۲ میلادی می‌باشند.
همچنین دو تا از برجسته‌ترین سایت‌های فولاد قابل تراش در ازبکستان شرقی، اخسیکت و پاپ در فرغانه دره است، که موقعیت آنها در جاده ابریشم است که به لحاظ تاریخی و باستان‌شناسی ثبت شده‌است.

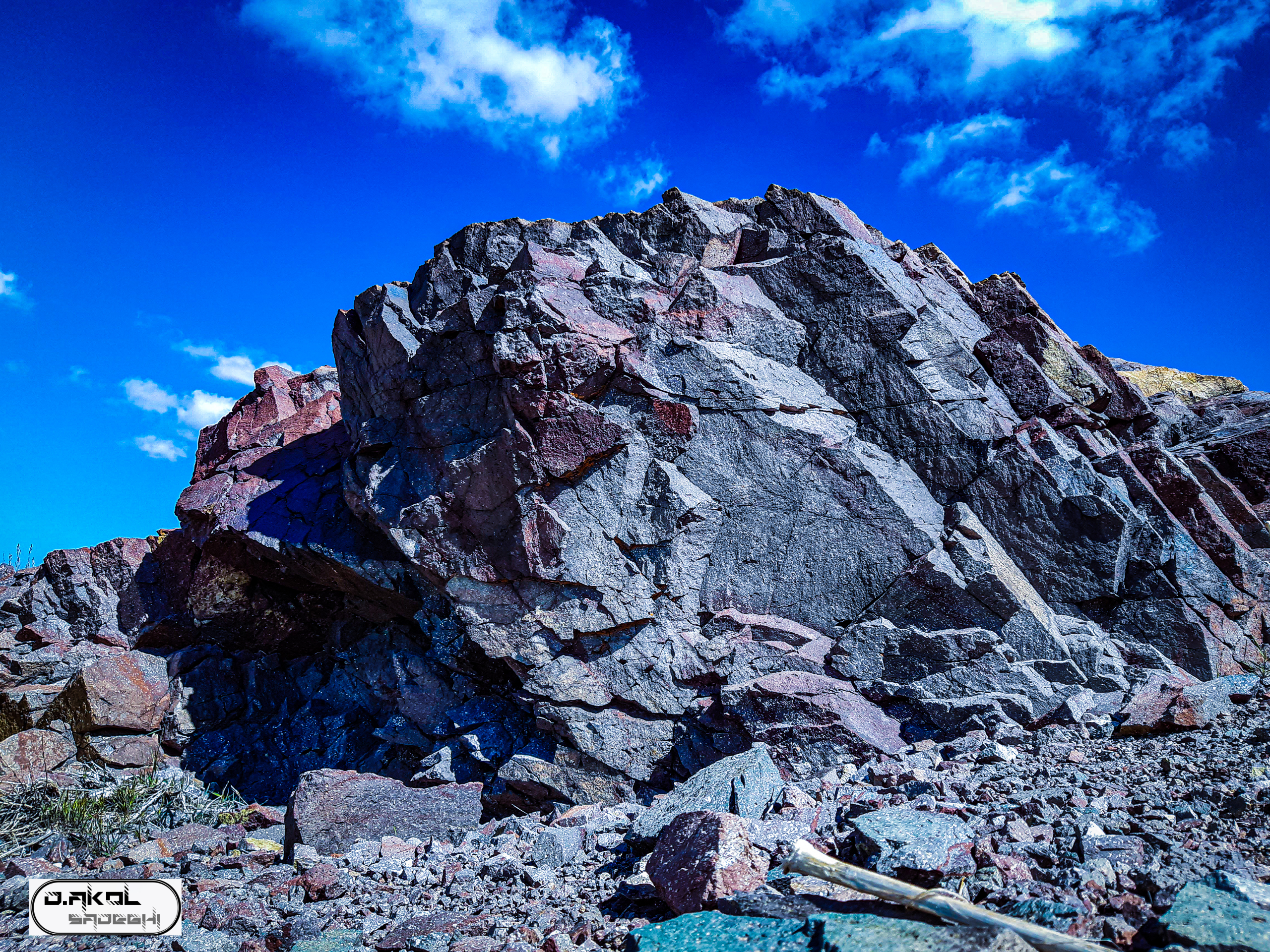
قله کوه سنگی (قرزنگی) واقع در دهستان گودخم از توابع روستای

## تاریخ مدرن

#### اوایل دوره‌های مدرن
نظر می‌رسد اولین اشاره اروپایی‌ها به فولاد بوته‌ای زودتر از دوره قرون وسطی نیست و آزمایشات اروپایی‌ها با فولادهای "دمشق " حداقل به قرن شانزدهم برمی‌گردد.

#### تاریخچه تولید در انگلیس
بنجامین هانتسمن یک ساعت‌ساز بود که در جستجوی فولاد بهتر برای فنرهای ساعت بود. او در هندزورث نزدیک شفیلد پس از سالها آزمایش مخفیانه، بالاخره تولید فولاد را در سال ۱۷۴۰ آغاز کرد. سیستم هانتسمن از کوره ای با سوختن کک استفاده می‌کند که می‌تواند به ۱۶۰۰ درجه سانتیگراد برسد، که در آن حداکثر دوازده بوته سفالی که هر کدام توانایی نگهداری حدود ۱۵ کیلوگرم آهن را دارند قرار داده شده‌است. بوته‌ها با توده‌هایی از فولاد تاول زده پر شده و سپس گلدان‌ها پس از حدود ۳ ساعت از کوره برداشته می‌شوند و سپس ناخالصی‌ها به شکل سرباره برداشته شده و فولاد مذاب در قالب ریخته می‌شود تا در نهایت به شکل مورد نظر تبدیل شود.

#### تولید در قرن ۱۹و ۲۰
در روشی دیگر که در دهه ۱۸۸۰ در ایالات متحده توسعه یافت، آهن و کربن را مستقیماً با هم ذوب می‌کنند و فولاد بوته‌ای تولید می‌شود. در طول قرن نوزدهم و دهه ۱۹۲۰ مقدار زیادی از فولاد بوته‌ای، توسط ابزارهای برش تولید می‌شدند که آن‌ها را فولاد ابزار می نامیدند.
همچنین فرایند ریخته‌گری، بسیار زیاد برای فولادهای خاص مورد استفاده قرار می‌گرفت، اما امروزه منسوخ شده‌است. برای مثال فولادهای با کیفیت امروزه با کوره قوس الکتریکی ساخته می‌شوند.

#### تولید به شکل دیگر
شکل دیگری از فولاد بوته ای در سال ۱۸۳۷ توسط مهندس روسی، پاول آنوسوف ساخته شد. روش او کمتر در ارتباط با گرمایش و سرمایش بود و بیشتر بر روی سرعت تشکیل ساختار بلوری کار می‌کرد. سپس با درگذشت او، در ایالات متحده، ویلیام متکالف فولاد بوته ای را تولید کرد.